# Vita emigranter
Vita emigranter eller vitryska emigranter är en politisk term som mest används i Frankrike, USA och Storbritannien för att beteckna ryssar som utvandrade från Ryssland i kölvattnet efter ryska revolutionen och ryska inbördeskriget och som var motståndare till den rådande politiska situationen i landet och antikommunister.